# 콘스탄틴 비루파예프
콘스탄틴 그리고리예비치 비루파예프(러시아어: Константи́н Григо́рьевич Вырупа́ев, 1930년 10월 10일~2012년 10월 31일)는 소련과 러시아의 레슬링 선수, 지도자이다. 1956년 하계 올림픽 그레코로만형 밴텀급 금메달, 1960년 하계 올림픽 그레코로만형 페더급 동메달을 획득했다.